# Comté d'Ashburton
Le Comté d'Ashburton est une zone d'administration locale dans l'est de l'Australie-Occidentale en Australie. 
La plus grande partie de l'économie du comté est l'élevage basé sur le libre pâturage. L'économie repose aussi sur l'exploitation de minerai de fer, de pétrole, de gaz ainsi que sur la pêche et le tourisme.
Le comté est une zone chaude (moyenne des températures maximales : 41 °C en janvier, 24 °C en juillet) et sèche : si la moyenne des précipitations annuelles est de 280 millimètres, la valeur peut varier de moins de 25 mm certaines années à plus d'un mètre en cas de passage de cyclones.
Le comté est divisé en un certain nombre de localités :
- Tom Price
- Paraburdoo
- Onslow
- Pannawonica
- Wittenoom